# Artur Bożek
Artur Bożek (ur. 3 listopada 1964 w Krakowie) – polski piłkarz występujący na pozycji pomocnika. Jest wychowankiem Wisły Kraków, dla której w latach 1985–1990 rozegrał 44 spotkania i zdobył 2 gole. W 1991 roku wyjechał do Francji, gdzie występował w takich klubach jak ASPTT Grand Lyon i Cercle Football Dijonnais.